# Chirongui
Chirongui [ʃiʁɔ̃ɡi] est une commune française située dans le département et région d'outre-mer de Mayotte, peuplée de 8 920 habitants en 2017.

## Géographie
Chirongui est située dans le sud de l'île, sur la côte ouest.

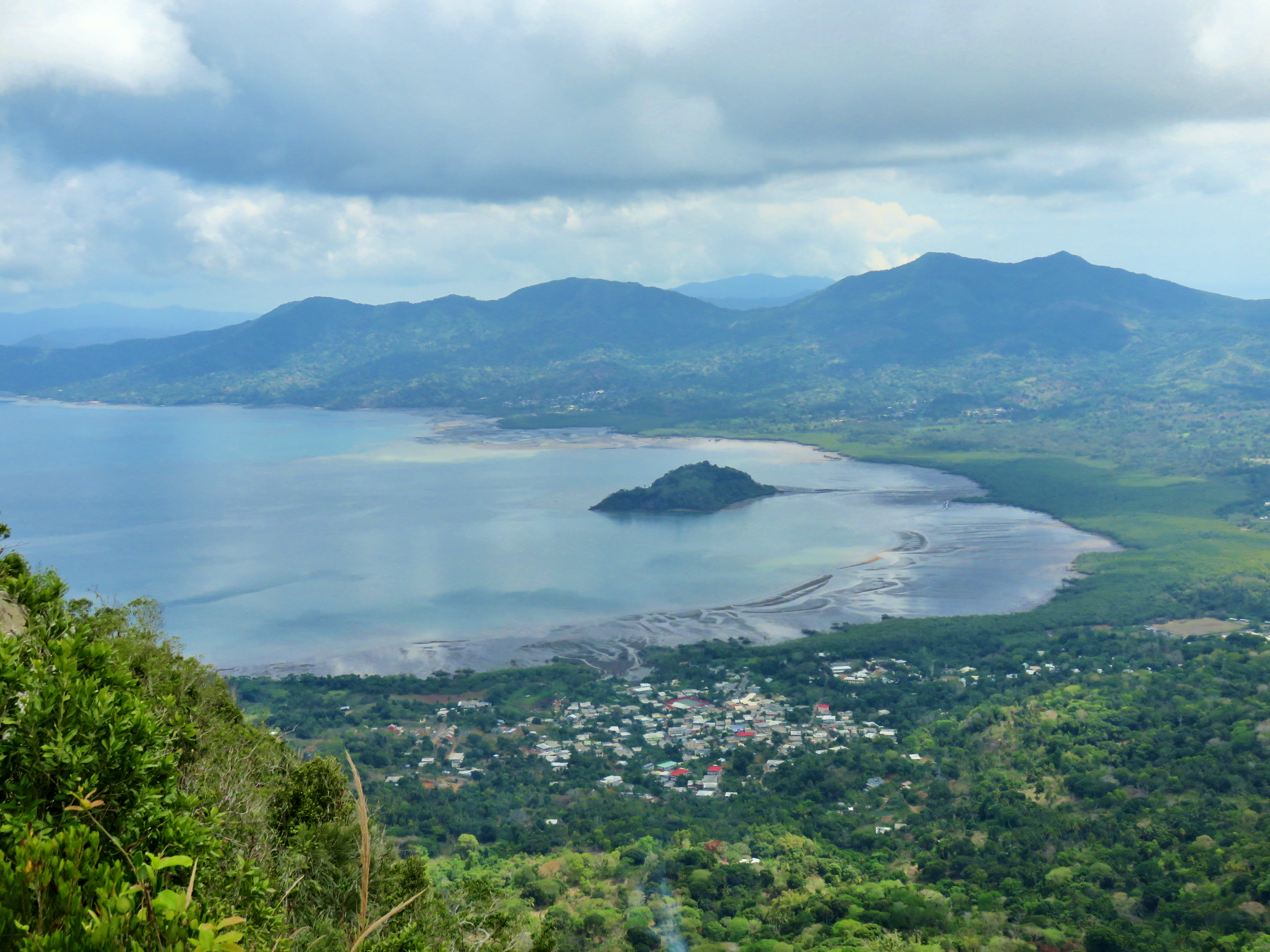
L'îlot Karoni, dans la baie de Bouéni, avec les villages de Tsimkoura et Chirongui. Prise de vue depuis le sommet du mont Choungui.

La côte est longée d'une mangrove qui s'étend de Poroani à Tsimkoura abritant ainsi un écosystème très riche.
Le climat de Chirongui est de type tropical.
Chirongui est une commune composée des « villages » suivants :
- Poroani (mairie annexe) ;
- Miréréni (Mréréni Bé et Mréréni Kélé) ;
- Malamani ;
- Mramadoudou ;
- Chirongui-village ;
- Tsimkoura.

### Mramadoudou
Mramadoudou (parfois orthographié M'ramadoudou, voire M'ramaloulou) est un village faisant partie de Chirongui, il rassemble environ 750 habitants.
Son nom rappelle en shimahoré le terme Mrama qui signifie « maïs » et le terme doudou qui signifie « perle », le nom du village évoque donc un grain de maïs en perle. Pour expliquer ce nom, une histoire raconte que des hommes des temps anciens ont découvert un fruit assez étrange en cultivant leurs champs. Ils ont coupé le fruit en deux parties et là ils ont vu un côté rempli de maïs et l'autre de perles.
Mramadoudou héberge l'hôpital du Sud. Il est l'un des 3 villages de Mayotte héritant du langage de la Grande Comore : on dit que le village a été créé par des Comoriens de la Grande Comore, ce qui explique que le patois employé soit un mélange de mahorais et de comorien.

## Urbanisme

### Typologie
Chirongui est une commune rurale, car elle fait partie des communes peu ou très peu denses, au sens de la grille communale de densité de l'Insee,,,. Elle appartient à l'unité urbaine de Chirongui, une agglomération intra-départementale regroupant 1 commune et 8 920 habitants en 2017, dont elle est une ville isolée,.
Par ailleurs la commune fait partie de l'aire d'attraction de Mamoudzou, dont elle est une commune de la couronne. Cette aire, qui regroupe 17 communes, est catégorisée dans les aires de 200 000 à moins de 700 000 habitants,.
La commune est également une commune littorale au sens de la loi du 3 janvier 1986, dite loi littoral. Des dispositions spécifiques d’urbanisme s’y appliquent dès lors afin de préserver les espaces naturels, les sites, les paysages et l’équilibre écologique du littoral, par exemple le principe d'inconstructibilité, en dehors des espaces urbanisés, sur la bande littorale des 100 mètres, ou plus si le plan local d’urbanisme le prévoit,.

## Toponymie
Chirongui voit deux propositions expliquant ce toponyme. L'un donnerait ce toponyme comme dérivant de Rongui, île située au nord du Mozambique. Chirongui signifierait alors « Ceux de Rongui », d'où seraient arrivés les premiers occupants du village[réf. nécessaire].
L'autre explication ferait dériver de toponyme de Shirungu, mot swahili désignant les oignons sauvages, qui, dans le cas de cette explication, désignerait une zone où les oignons poussaient allègrement.
Le décryptage de traités de navigations omanais du XVe siècle nous fait découvrir l'existence d'un Chirongui sur l'île de Mayotte, comme lieu voyant des possibilités médicales sans doute liées à un climat local favorable au repos et rétablissement des marins arabes, ici omanais, commerçant dans l'océan Indien[réf. nécessaire]. Il y signale surtout l'existence de fibres végétales pouvant servir à recoudre des plaies. Le passage, citant et décrivant baies et hâvres de l'île, localise ce lieu, agréable au repos et soin des marins, au fond de la baie de Bouéni et le signale protégé par une mangrove traversable en canot via les cours d'eau existants[réf. nécessaire].

## Histoire

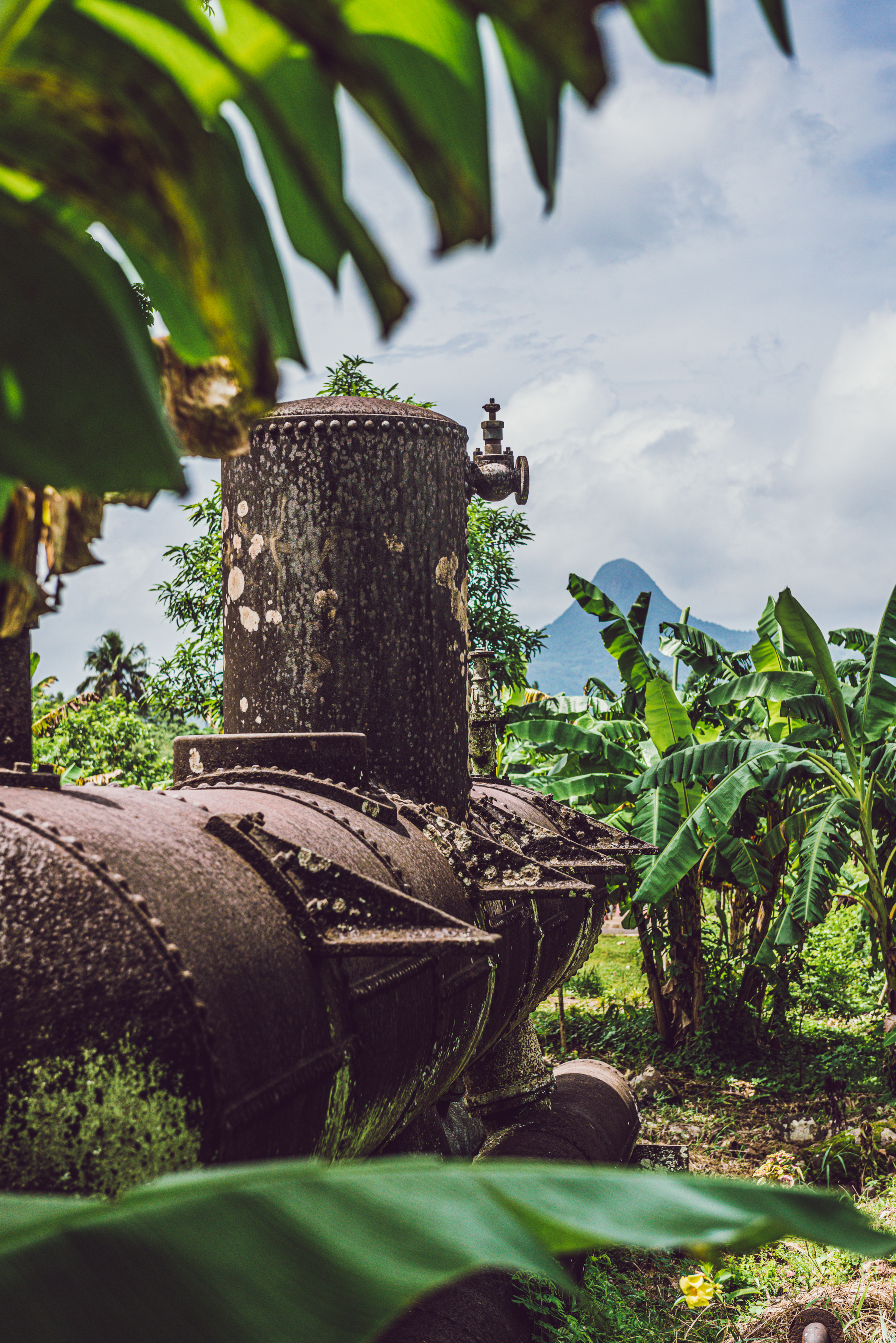
Vestiges de l'usine sucrière de Poroani, un village à Chirongui. Janvier 2018.

## Politique et administration
| Période                                  | Période  | Identité                         | Étiquette    | Qualité |
| ---------------------------------------- | -------- | -------------------------------- | ------------ | --- |
| Les données manquantes sont à compléter. |          |                                  |              | |
| 2008                                     | 2020     | Hanima Ibrahima (Roukia Lahadji) | SE puis LREM | Députée suppléante (2007-2012) |
| juillet 2020                             | mai 2022 | Andhanouni Saïd                  | LR           | A dû abandonner son mandat à la suite d'une condamnation pour détournement de fonds publics, prise illégale d’intérêts et favoritisme |
| mai 2022                                 | En cours | Bihaki Daouda                    |              | |

## Population et société

### Démographie
L'évolution du nombre d'habitants est connue à travers les recensements de la population effectués dans la commune depuis 1978. À partir de 2006, les populations légales des communes sont publiées annuellement par l'Insee, mais la loi relative à la démocratie de proximité du 27 février 2002 a, dans ses articles consacrés au recensement de la population, instauré des recensements de la population tous les cinq ans en Nouvelle-Calédonie, en Polynésie française, à Mayotte et dans les îles Wallis-et-Futuna, ce qui n’était pas le cas auparavant. Pour la commune, le premier recensement exhaustif entrant dans le cadre du nouveau dispositif a été réalisé en 2002, les précédents recensements ont eu lieu en 1978, 1985, 1991 et 1997.
En 2017, la commune comptait 8 920 habitants, en augmentation de 10,85 % par rapport à 2012
| 1978  | 1985  | 1991  | 1997  | 2002  | 2007  | 2012  | 2017  |
| ----- | ----- | ----- | ----- | ----- | ----- | ----- | ----- |
| 2 244 | 3 387 | 4 121 | 5 152 | 5 696 | 6 605 | 8 047 | 8 920 |